# Подгоренское городское поселение
Подгоренское городско́е поселе́ние — муниципальное образование в Подгоренском районе Воронежской области Российской Федерации.
Головное предприятие -подгоренский цементный завод («Подгоренский цементник») был введен в эксплуатацию в 1932 году. Его проектная мощность - 661 тыс. тонн цемента в год. Способ производства - сухая технология, основанная на принципе черного брикета и обжига его в АШП. В настоящее время предприятие относится к холдингу Евроцемент груп (с 2005 года), входящему в восьмерку крупнейших цементных компаний мира и являющемуся крупнейшим производителем цемента в России. .
Административный центр — пгт Подгоренский.

## География
Территория поселения граничит с территориями Переваленского, Большедмитровского, Лыковского, Сергеевского, Первомайского, Скорорыбского, Гришевского, Гончаровского сельских поселений района.

## Население
| \| 2010[3] \| 2011[4] \| 2012[5] \| 2013[6] \| 2014[7] \| 2015[8] \| 2016[9] \| \| -------- \| -------- \| ------- \| ------- \| ------- \| ------- \| ------- \| \| 10 378 \| ↘6117 \| ↗10 164 \| ↘10 023 \| ↘9941 \| ↘9827 \| ↗9837 \| \| 2017[10] \| 2018[11] \| 2021[2] \| \| \| \| \| \| ↘9742 \| ↘9629 \| ↗9647 \| \| \| \| \| 2500 5000 7500 10 000 12 500 15 000 2014 2021 |       |         |         |       |       |       |
| 2010 | 2011  | 2012    | 2013    | 2014  | 2015  | 2016  |
| 10 378 | ↘6117 | ↗10 164 | ↘10 023 | ↘9941 | ↘9827 | ↗9837 |
| 2017 | 2018  | 2021    |         |       |       |       |
| ↘9742 | ↘9629 | ↗9647   |         |       |       |       |

## Состав городского поселения
| № | Населённый пункт | Тип населённого пункта      | Население |
| - | ---------------- | --------------------------- | --------- |
| 1 | Голубин          | хутор                       | 7         |
| 2 | Луговой          | хутор                       | 438       |
| 3 | Подгоренский     | пгт, административный центр | ↗5732     |
| 4 | Подгорное        | слобода                     | ↘3483     |
| 5 | Щедрин           | хутор                       | 12        |